# أليكسا ديمي
أليكسا ديمي (بالإنجليزية: Alexa Demie)‏ هي ممثلة ومغنية أمريكية ولدت في 11 ديسمبر 1990.

## الأعمال

### مسلسلات
- راي دونوفان (2016)
- حب (2018)
- أو أي (2019)
- نشوة (2019–الان)
- الآيدول (2023)